# Ћирилометодијевска енциклопедија
Ћирилометодијевска енциклопедија је специјализовано и секторско издање Института за књижевност Бугарске академије наука, објављено у 4 свеске од 1985. до 2003.
Енциклопедија садржи информације о развоју старобугарског и средњебугарског језика и књижевности, као и оних славенских језика који користе ћирилицу. Такође садржи информације из многих области друштвеног и културног средњовековног живота у бугарским земљама, као и информације о српском, влашком, молдавском и великоруском. Такође покрива сродне теме из области историје и археологије, архитектуре и ликовних уметности, примењене уметности и музике. Пренесене информације су у контексту кристијанизације Бугарске и славенског света у југоисточној и источној Европи, као и бугарско-византијских односа.
Тема је представљена у паневропској културно-футуристичкој димензији као феномену. Њен нагласак је на старославенској књижевности са палеославистиком.